# Diocèse de Camden
Le diocèse de Camden (Dioecesis Camdensis) est un territoire ecclésiastique de l'Église catholique romaine aux États-Unis. C'est un diocèse du New Jersey, suffragant de l'archidiocèse de Newark. Son siège est à la cathédrale de l'Immaculée-Conception (en) de Camden.

## Historique
Le diocèse a été érigée par Pie XI le 9 décembre 1937 par la bulle Ad maius animorum, recevant son territoire du diocèse de Trenton.

## Territoire
Il comprend six comtés du New Jersey (comté d'Atlantic, comté de Camden, comté de Cape May, comté de Cumberland, comté de Gloucester et comté de Salem) et il englobe 125 paroisses.

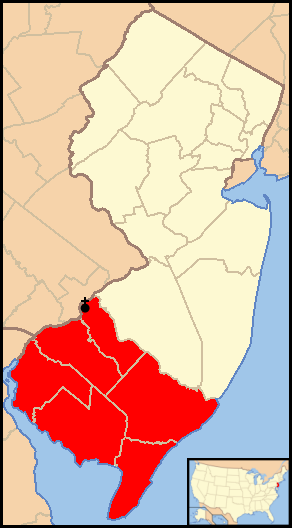
Localisation du diocèse.

## Ordinaires
- Liste des évêques de Camden

## Statistiques
Il comprend en 2006 315 prêtres dont 42 réguliers, 60 religieux, 334 religieuses. En 1980, il comprenait 390 prêtres dont 59 réguliers, 70 religieux et 571 religieux. C'est donc un diocèse qui résiste à la baisse brutale de vocations qui est générale aux États-Unis.
Le nombre de baptisés catholiques était au 31 décembre 2007 de 469 055 fidèles, selon l'annuaire pontifical.